# Bandeira de Ulianovsk
A Bandeira de Ulianovsk é um dos símbolos oficiais do Oblast de Ulianovsk, uma subdivisão da Federação russa. Seu uso foi aprovado pela Lei número 010 campo-Z0 de 3 de março de 2004.

## Descrição
Seu desenho consiste em um retângulo de proporções largura-comprimento de 2:3. Na parte superior há um campo branco com 2/3 da largura total. No campo branco está o brasão de armas da região de Ulianovsk. Na parte inferior há duas faixas azuis, cujos contornos formam seis ondas, e uma vermelha separada do azul por estreita faixa branca.

## Simbolismo
As cores da bandeira seguem o padrão da maioria dos países do leste europeu, de algumas bandeiras de outras subdivisões russas, assim como a própria Bandeira da Rússia, ou seja, usam as cores Pan-Eslavas que são o vermelho, o branco e o azul.
Por possuírem os mesmos elementos em seu desenho, a Bandeira de Ulianovsk é bastante semelhante à do óblast de Leningrado.